# 雷坪镇
雷坪镇为湖南省桂阳县所辖镇。2012年4月，由原雷坪乡与青兰乡成建制合并新设。雷坪镇辖18个行政村、2个社区，总面积117.98平方公里，总人口3.30万人，政府驻雷坪圩（原雷坪乡驻地）。

## 行政区域
- 雷坪乡2012年4月与青兰乡合并前行政区划代码431021207，政府驻雷坪圩；下辖（2011年末）林里村、花园里村、三泉口村、上田坊村、上岗村、梧桐村共计6行政村。
- 2012年4月并入的青兰乡原行政区划代码431021208；青兰乡（2011年末）下辖粮源村、黄田村、聂锡村、拥冲村、石溪村、陈溪村、新村、曲木村、塘头村、株木村、西江村、青兰村共计12行政村。